# Ctenotus allotropis
Ctenotus allotropis (коричневий клиномордий гребневухий сцинк) — вид сцинкоподібних ящірок родини сцинкових (Scincidae). Ендемік Австралії.

## Поширення й екологія
Коричневі клиноморді гребневухі сцинки мешкають на півдні Квінсленду й півночі Нового Південного Уельсу на захід від Великого Вододільного хребта. Вони живуть у кипарисоснових і евкаліптових лісах та в акацієвих заростях мульги, часто серед опалого листя біля основи дерев.